# Allantoma lineata
Allantoma lineata ( nombre común en portugués: seru) es una especie de árbol maderable nativo de Brasil, típico de la vegetación de la selva amazónica lluviosa.

## Descripción
Es un árbol que alcanza los 6-7 metros de altura y un tronco rectilíneo/tortuoso de 60 cm de diámetro.

## Usos
En un estudio en el estado de  Pará, Amazonia oriental en  Brasil se reporta el uso de esta especie como alimenticio (Herrero eta al.2009)

## Sinonimia
| - Allantoma aulacocarpa Miers - Allantoma burchelliana Miers - Allantoma caudata R.Knuth - Allantoma corbula Miers - Allantoma cylindrica Miers - Allantoma dictyocarpa Miers - Allantoma dilatata R.Knuth - Allantoma impressa R.Knuth - Allantoma macrocarpa Miers | - Allantoma scutellata Miers - Allantoma torulosa Miers - Couratari aulacocarpa Mart. ex O.Berg - Couratari dictyocarpa Mart. ex O.Berg - Couratari lineata Mart. ex O.Berg - Couratari macrocarpa Mart. ex O.Berg - Goeldinia ovatifolia Huber - Goeldinia riparia Huber |